# Leptostichaeus pumilus
Leptostichaeus pumilus (Gr.: „leptos“ = schlank + Stichaeus (Typusgattung der Stichaeidae) + pumilus =  „Zwerg“) ist eine kleinbleibende Fischart aus der Familie Eulophiidae in der Teilordnung der Aalmutterverwandten (Zoarcales). Es ist ein bodenbewohnender Meeresfisch, der im Ochotskischen Meer, im Norden des Japanischen Meeres und an der Nordküste von Hokkaidō vorkommt.

## Merkmale
Leptostichaeus pumilus wird 7,8 cm lang und ist leuchtend rot gefärbt. Ein dunkler Fleck, der durch einen hellen vertikalen Streifen unterbrochen wird, liegt über dem oberen Rand des Kiemenspalte und reicht bis in die Rückenflosse. Kopf und Vorderkörper zeigen einige unterbrochene dunkle Bänder. Kopf und Körper sind seitlich stark abgeflacht, der Körper mit dünnen Schuppen bedeckt. Kopf und Hinterkörper sind unbeschuppt. Die Brustflossen sind nur klein, Bauchflossen fehlen. Die niedrige Rücken-, die After- und die Schwanzflosse sind zu einem durchgehenden Flossensaum zusammengewachsen. Die Hauptflossenstrahlen der Schwanzflosse sind verzweigt.
- Flossenformel: Dorsale LXXIX-LXXXII, Anale I/54, Pectorale 3-4, Caudale 2-3+5+4-5+0-1.

Leptostichaeus pumilus lebt in verkalkten Röhren von Vielborstern.